# Zeměžluč (hudební skupina)
Zeměžluč je brněnská punková kapela založená v roce 1986.

## Historie
Ačkoliv počátky fungování skupiny lze vystopovat až do roku 1986, první koncert se odehrává až 17. června 1988 v proslulém brněnském klubu Křenka spolu s kapelami S.R.K. a Insania. V březnu 1989 pořizuje první demo nahrávku s názvem Zeměžluč, která je ještě doplněna půlhodinovým živým záznamem z koncertů v Praze na Chmelnici a v Tuřanech. Již pro tuto první nahrávku je charakteristický chraplák zpěváka a textaře Šotyho.
Po revoluci, v dubnu 1990 nahrávají další demo s názvem Perspektiva a v listopadu 1990 první samostatné LP Fajn, bezva, príma, které je šířeno výhradně podzemními DIY kanály. V roce 2001 kapela desku vydává znova na CD spolu s bonusem z prvního dema. Zeměžluč hraje dál po celé České republice a vydává další živáky a EP (např. Live 92 nebo Jsme na jedný lodi). V roce 1997 vydává další dlouhohrající desku s názvem Z extrému do extrému a v roce 2003 album Systém kanibal.
V roce 2011 skupina oslavila čtvrtstoletí existence vydáním dvoj-LP Hledání.
Zeměžluč má za sebou 2 dema, 4 řadové desky, 5 live nahrávek, 13 EP, účast na mnoha kompilacích, tři úspěšná turné po Anglii a přes 25 let aktivní činnosti.

## Diskografie

### CD
- 1990 Fajn, bezva, prima (CD-R, LP)
- 1997 Z extrému do extrému (CD, LP, MC)
- 2003 Systém kanibal (CD, LP, MC)
- 2011 Hledání (CD, 2LP)
- 2019 Kolik a komu? (LP, CD)
- 2021 MMXX (LP, CD)

### EP
- 1994 Už je čas vrátit stádo na stromy
- 1996 Jsme na jedný lodi
- 1998 Stačí jenom chtít
- 1998 Máme co jsme chtěli
- 1999 split Zeměžluč / Beergut 100
- 2001 split Zeměžluč / Davová psychóza
- 2003 Trvalá svoboda
- 2003 split Zeměžluč / The Crunky Kids
- 2004 Tak řekni
- 2004 split Zeměluč / Lecsa-Punk
- 2007 Z očí do očí
- 2008 Zabit v akci
- 2008 Odložte všechnu naději
- 2014 split Zeměžluč / Gride
- 2015 split Zeměžluč / Davová Psychoza
- 2016 split Zeměžluč / Angry Brigade

### Kompilace EP
- 1999 4 EP (CD, MC)
- 2004 Střepy (CD)
- 2008 07&08 (CD)

### Live
- 1992 Live 92 (Pouze MC)
- 1994 Všechno už bylo řečený (Pouze MC)
- 2002 Live Musilka (CD-R)
- 2002 Live in UK (CD, LP, MC)
- 2006 Puntala rock (LP)

### Dema
- 1989 Zeměžluč (pouze MC)
- 1990 Perspektiva (pouze MC, na tehdejší dobu výborný zvuk)

### VHS
- 1998 Live… K 89-97
- 1999 Blackthorn tour 1999

## Sestava
V Zeměžluči se během let vystřídalo mnoho hudebníků, jediným původním členem je Šoty.

### Původní sestava (1987)
- Pavel "Šoty" Zachoval – zpěv, baskytara
- Tomáš Bělka – kytara
- Roman Kubík– kytara
- Martin Maleček – bicí

Členové dalších sestav
- Jiří "Necros" Novák - kytara
- Karel "Eda" Florián - kytara, zpěv
- Ruda - bicí (Vzor 60)
- Peppis - zpěv, kytara
- Mája - bicí
- Tico - bicí
- Flegma - bicí
- Titanik - bicí
- Fredrikson - kytara
- Slowcha - bicí
- Ofca - kytara, zpěv

### Současná sestava
- Pavel "Šoty" Zachoval – zpěv, baskytara
- Barmy – kytara
- Sam Jr. – bicí